# Санация (экономика)
Санация (от лат. sanatio — оздоровление, лечение) — система мероприятий для избежания банкротства (структурная перестройка, реструктуризация кредиторской задолженности, изменение ассортимента производимой продукции, сокращение числа работающих, ликвидация излишних структурных звеньев и подразделений и т. п.). Санация может осуществляться при участии банков, органов исполнительной власти, коммерческих организаций и др.
Одной из главных мер экономической санации (в том числе и бизнес-санации) является переоценка и изменение стратегических перспектив управления предприятиями. Результатом таких изменений в идеале становится выход из кризисного состояния и переход на траекторию дальнейшего развития, которое характеризуется стабильным ростом количественного и качественного ресурсного потенциала. 
Объектами экономической (бизнес-) санации могут являться экономические системы, отдельные элементы сложных систем и отдельные функции, выполняемые этими элементами или системой в целом. Субъектами санации являются менеджеры, кредиторы и собственники, а также внешние компетенции, которые привлекаются при недостатке квалифицированного управления внутри предприятия. 

## Определение
Согласно статье 31 Федерального закона от 26.10.2002 № 127-ФЗ «О несостоятельности (банкротстве)» санация — это финансовая помощь учредителями должника, собственником имущества должника — унитарного предприятия, кредиторами и иными лицами в рамках мер по предупреждению банкротства должнику в размере, достаточном для погашения денежных обязательств, требований о выплате выходных пособий и (или) об оплате труда лиц, работающих или работавших по трудовому договору, и обязательных платежей и восстановления платёжеспособности должника (санация). Предоставление финансовой помощи может сопровождаться принятием на себя должником или иными лицами обязательств в пользу лиц, предоставивших финансовую помощь.

## Принципы проведения санации
1. Принцип упущенных возможностей. Он базируется на утверждении, что, чем раньше будет осознана необходимость реорганизации бизнеса, тем легче будет предприятию преодолевать зону неблагополучия (кризис) и не допустить критического падения основных показателей деятельности;
2. Принцип динамичности экономических процессов. Несмотря на то, что сроки санации строго не ограничиваются, её проведение должно носить оперативный и упреждающий характер, так как запаздывание с неотложными мерами усугубляет положение предприятия. Поэтому в программу санации включаются преимущественно тактические и быстро окупаемые мероприятия, что не отрицает наличия стратегических ориентиров преобразования организации;
3. Принцип малозатратности антикризисных мероприятий. Данный принцип актуален для любого плана, но при остром дефиците ресурсов на убыточном предприятии, низкой потенциальной возможности получения внешних инвестиций без относительной потери самостоятельности он имеет первостепенное значение;
4. Принцип прозрачности. Все санационные мероприятия, их задачи, цели и средства достижения, должны быть известны и понятны персоналу предприятия, иначе антикризисная программа будет малоэффективной или вовсе неэффективной, и предприятие не будет выведено из кризисного состояния;
5. Принцип соблюдения компромисса между интересами. Компромисс должен быть найден между интересами собственников, менеджеров, работников, кредиторов и инвесторов предприятия, иначе неизбежным становится саботаж программных мероприятий со стороны участников, интересы которых ущемлены;
6. Принцип сотрудничества с персоналом. Этот принцип также является одним из главных и заключается в привлечении сотрудников предприятия к разработке программы санации, так как это повышает их мотивацию и способствует более эффективной реализации программы[3].

## Санационные мероприятия
1. В качестве первоначального санационного мероприятия следует разрешить конфликт между интересами кредиторов и собственников предприятия. Это необходимо по причине того, что зачастую одной из причин банкротства предприятия является ограниченность и узконаправленность интересов фирм-собственников, что приводит к их разрозненности и, как следствие, неэффективному управлению предприятием.
2. Далее необходимо провести объединение (интеграцию) разрозненных звеньев производства, осуществить их централизацию. Проведение интеграции должно, кроме того, касаться повышения качества производимой продукции, а также её модификации, обновления ассортимента, так как это необходимо для повышения конкурентоспособности предприятия.
3. После централизации производства и достижения компромисса между интересами всех сторон одним из вариантов дальнейшего развития будет диверсификация продукции вместе с освоением её новых видов. Данные меры позволяют сменить вид профильной продукции (это та продукция, которая составляет основной объём производства), что в дальнейшем даёт стабильный источник доходов и тем самым выводит предприятие из кризиса.
4. Затем, следует проанализировать рыночные перспективы предприятия и провести ряд изменений, направленных на один из следующих вариантов стратегии: ориентирование на уже существующую нишу на рынке товаров или удовлетворение наиболее платёжеспособных потенциальных клиентов. Такими изменениями могут быть: торговая марка, рыночные позиции, изменение системы взаимодействия с клиентами (покупателями), рыночная информация и другие изменения. Сохранение рыночного потенциала даже во время кризисного периода является важнейшим в управлении предприятием, так как это позволяет сделать покупателя более лояльным. Лояльный потребитель будет готов приобретать продукцию даже за более высокую цену, однако для его привлечения нужно активно продвигать продукцию и сохранять её качество.
5. Для освоения производством новой продукции в рамках санационных и антикризисных мероприятий целесообразным будет консервативный подход к вопросу. Данный подход ограничен в возможностях финансирования стартовых инвестиций в новый бизнес и в сроках окупаемости. Реализация такой стратегии требует учёта финансовых перспектив. Освоение новых видов продукции, ввод инноваций в производство будет способствовать привлечению новых клиентов (покупателей). Кроме того, важно соблюдать высокое качество производимой продукции, так как это способствует, как ранее говорилось, повышению лояльности покупателя. Такой покупатель, которому важно качество [товара, будет способен платить больше за данную продукцию, что позволит производителю повысить цены с целью выхода из кризисного состояния.
6. Для того, чтобы расширить и укрепить финансовые перспективы предприятия в процессе санации необходимо обратить внимание на улучшение отношений с банками и налоговыми органами, повышение рейтинга кредитоспособности, привлечение финансовой помощи и выпуск эмиссионных ценных бумаг. В данном случае перспективы обеспечения экономической санации предполагают способность фирмы выполнять свои долгосрочные обязательства. Это способствует возможности перераспределения ресурсов, выплаты взаимных долгов, субсидирования, стратегического планирования распределения ресурсов, выдачи гарантий по кредитам. Решение финансовых проблем тесно связано с кадровыми перспективами, которые также затрагивает экономическая санация.
7. Обеспечение кадровых перспектив является одной из наиболее сложных задач при санации предприятия. Зачастую не предпринимаются должные попытки в реструктуризации системы, что приводит к сокращению численности персонала и, как следствие, кадрового потенциала в промышленности. В большинстве случаев на предприятиях не используются возможности повышения качества человеческого капитала и увеличения мотивации персонала. Одним из возможных вариантов развития событий может стать применение неординарной системы поощрений персонала и стиля руководства. Важной составляющей оптимизации работы персонала является чёткое распределение полномочий и задач между менеджерами предприятия. Для осуществления таких изменений следует обеспечить переобучение персонала. Так как в рамках санационных мероприятий это не должно способствовать крупным расходам, переквалификацию и повышение квалификации работников можно проводить прямо на рабочих местах благодаря использованию гибких форм наставничества, коллективному обсуждению проблем производства, проведению рабочих семинаров и т. п. Данные мероприятия требуют высокой квалификации и у руководства.
8. Для грамотного совершенствования организационных перспектив производства ключевым фактором является наличие соответствующих компетенций, организационной структуры и культуры. Именно отсутствие у руководства необходимых компетенций зачастую приводит к неудачному опыту в антикризисном управлении и отсутствию положительного эффекта от санационных мероприятий[4].